# 표트르 1세
표트르 1세(러시아어: Пётр I, 1672년 6월 9일 ~ 1725년 2월 8일)는 러시아 제국 로마노프 왕조의 황제(재위: 1682년 ~ 1725년)이다. 그는 서구화 정책과 영토 확장으로 러시아 차르국을 발전시켰다. 별명은 대제(러시아어: Великий 빌리키[*])이며 임페라토르를 칭하면서 러시아 제국을 출범시켰다.

## 생애

### 초기

#### 정치적 야인시대

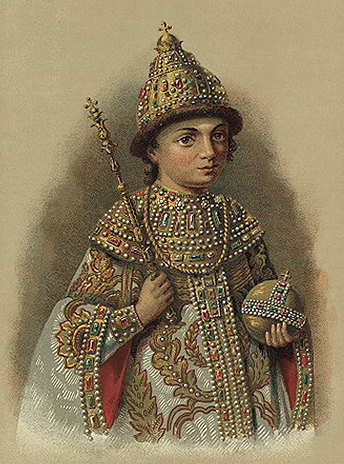
황태자 시절의 어린 표트르

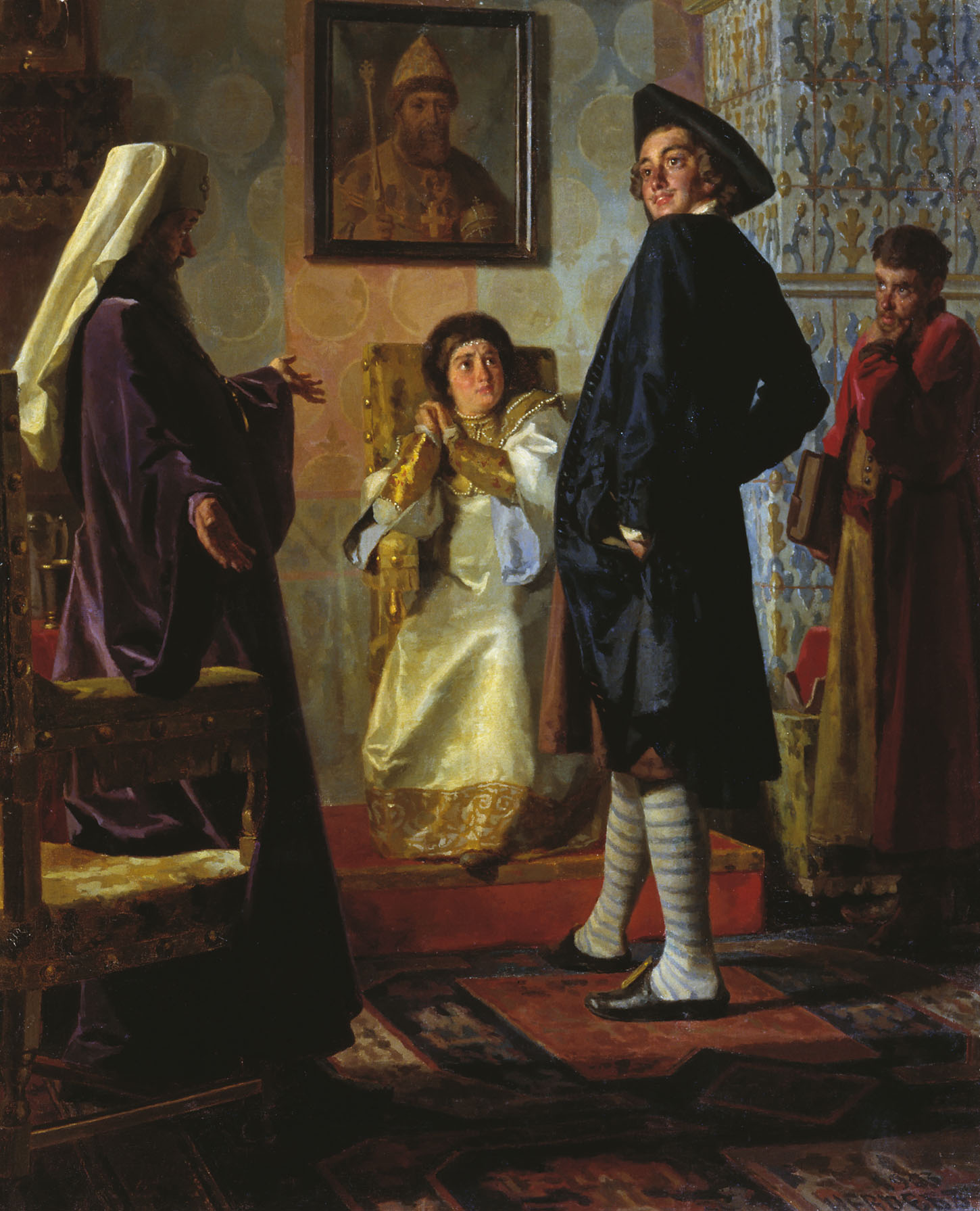
외국식 전통복 차림의 표트르

1672년 표트르는 알렉세이 미하일로비치 차르와 그의 두 번째 황후인 나탈리야 키릴로브나 나리시키나 사이에서 알렉세이의 셋째 아들로 태어났다. 그는 어린 시절에 아버지를 여의고, 이복형인 표도르 3세가 일찍 죽자 정신지체 장애인인 둘째 형 이반 5세 대신 귀족과 러시아 혁명 전까지 러시아 정치와 사회에 영향력을 끼치던 동방 정교회의 지지를 얻어 차르에 올랐으나, 이복누이 소피야 공주가 주동한 쿠데타로 표트르를 지지한 귀족들이 숙청된 탓에 실권을 잃고 소년기와 청년기를 크렘린 밖에 있는 외인촌에서 지내야 했다. 그래서 화려한 의식이나 불합리한 전통을 싫어했고 실리적이며 과학적인 것들에 관심을 기울였다. 뿐만 아니라 외인촌 생활은 영국, 네덜란드 등 서유럽 선진국가들에서 온 기술자들과 접촉하면서 최첨단기술을 배울 수 있는 기회를 만들어 주었다.
12살 때에는 석공술과 목수일을 배우는 데 많은 시간을 보내기도 했다. 때문에 젊은 나이에 말에 편자를 박는 일, 대포를 주조하는 일 등 벌써 십여가지 이상의 전문적이고 특수한 기술을 많이 보유할 수 있게 되었다. 이렇게 여러 방면에 관심을 쏟으며 생활하던 그는 1689년 러시아 대귀족의 딸인 예브도키야 로푸히나와 결혼했다. 이때부터 러시아 전통에 따라 성년의 시기를 맞이했으나 국사에는 참여하지 않았다. 소년병들과 군인놀이를 하거나 기계를 관찰하는 일이 생활의 전부였다.

#### 전제 군주가 되다

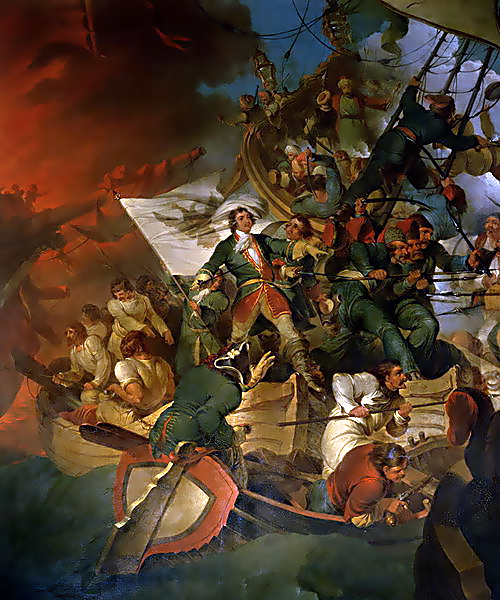
아조프해의 포획

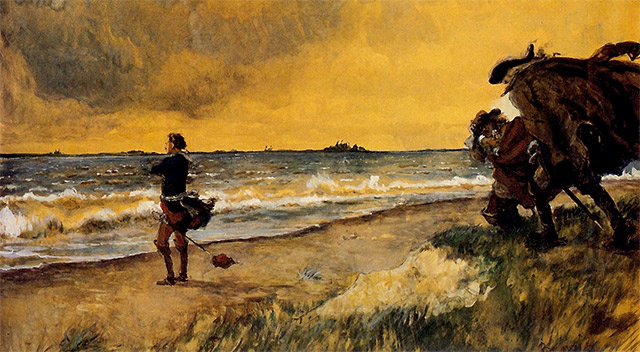
발트해 기슭에서 상트페테르부르크 건설의 아이디어를 명상하는 표트르 대제

그러던 중 1689년 러시아 차르국은 흑해 진출로를 확보하기 위해 오스만 제국과의 전쟁을 시작했으나 패배했고, 이를 계기로 귀족층이 소피야 정권에 대한 지지를 철회하는 것을 기회로 자신을 따르는 소년병들을 이끌고 쿠데타를 일으켜 소피야를 정교회 수녀원에 유배보내고 국사를 장악하게 된다. 1695년 오스만 제국과 재개된 아조프 전쟁을 계기로 표트르는 실전에 참여하게 되었다. 그는 러시아군이 전쟁 초기에 돈 강 하구의 오스만군 요새 아조프를 포위할 때 포병의 신분으로 참여했다. 이 전쟁에서 아조프 포위 작전은 3개월이나 계속되었지만 쉽사리 요새를 공략할 수가 없었다. 오스만 제국은 당시 함대를 이용하여 탄약이나 식량 공급은 물론 보충 병력까지도 바다를 통해 지원했기 때문이었다. 그러므로 함대를 갖고있지 않은 러시아 차르국으로서는 이를 저지하기가 어려웠다. 그러나 어린 시절부터 바다를 가까이 해왔고 특히 백해에 있을 때 영국이나 네덜란드의 선장들로부터 항해술 및 선박에 관한 제반 지식을 습득했던 표트르는 이러한 난국의 타개책으로 함대 건설을 생각하게 되었다. 그는 우선 함대 건설 기지를 위한 적정 장소를 물색했다. 그 결과 보로네시가 선정되었고, 구체적 세부 계획이 완성되자마자 바로 기지 건설에 착수했다. 그는 빠른 속도로 함선을 건조하면서 한편으로는 해군을 조직하기 위해 수천명의 젊은이들을 강제로 끌어들여 훈련에 총력을 기울였다. 그리고 1696년 봄 해군을 편성해 다시 아조프를 공략해 쉽게 함락시킬 수 있었다. 이렇게 오스만 제국과의 전쟁은 일단락되었고 이 전쟁으로 표트르는 유럽 여러 나라에 널리 알려지게 되었다. 같은 해 표트르의 형 이반 5세가 죽었다. 이 때부터 표트르는 러시아 차르국의 유일한 전제군주가 되었다.

### 통치와 개혁

#### 서유럽의 기술공부

네덜란드에서 조선술을 배우고 있는 표트르 대제

표트르는 오스만 제국의 압력에 맞서 좀 더 강력하게 대처할 수 있는 토대를 마련하고 외국과의 동맹을 계획했다. 이 계획을 성사시키기 위해 서유럽 여러 나라에 사절단을 파견했고, 이때부터 서유럽의 기술도 배워올 수 있도록 사절단에 젊은 귀족들을 포함시켰다. 표트르 자신도 표트르 미하일로프라는 가명을 쓴 채 이 사절단에 합류하여 행동을 같이했다. 표트르는 프로이센에 가서 포병 부사관으로 가장하여 프로이센군 고위 지휘관에게 대포 조작 기술을 익혔다. 그리고 네덜란드로 가서는 목수 신분으로 선박 건조 기술을 익혔으며 영국에 가서는 수학과 기하학을 친히 배웠다. 그는 곧 여러 분야에 걸쳐 지식을 쌓게 되었고 경우에 따라서는 실제 그 일에 종사하는 전문가보다 더 뛰어나기까지 했다. 또한 관심의 폭을 넓혀 해부학과 응용과학에까지 손을 뻗쳤다.

#### 서유럽화 정책

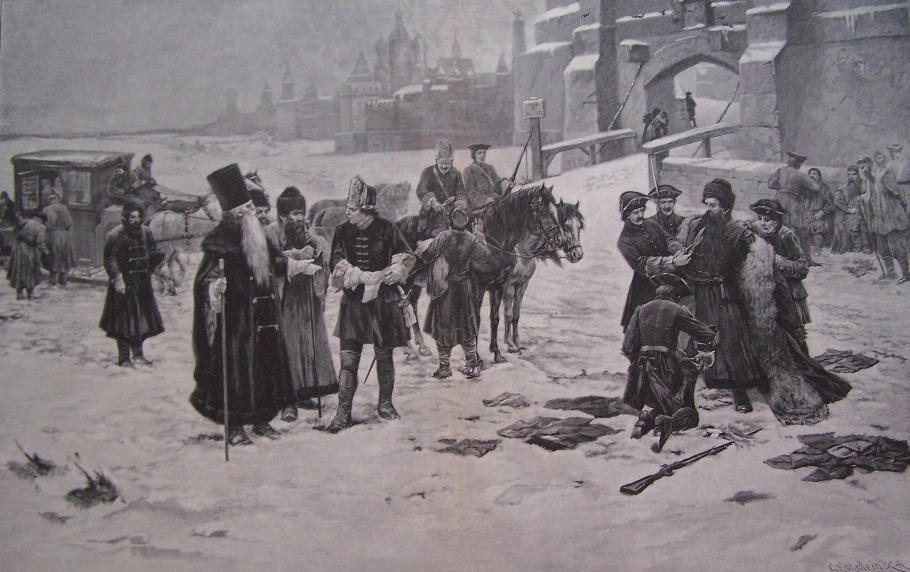
남자들의 수염을 깎는 모습

그는 아직까지 몽골 제국의 잔재가 강하게 남아 있던 러시아를 서유럽화하는 것을 중히 여겼는데, 서유럽보다 발전이 늦은 러시아를 근대화하기 위한 것이었다. 표트르는 서유럽 여행에서 돌아오자마자 여성에게는 러시아 전통의상인 긴 치마를 서유럽식으로 짧게 자르라고 했고, 무도회에 나와 술을 마시게 했다. 동양과 청나라의 영향으로 긴 수염을 기르는 사람에게는 수염세를 매겼을 정도였다. 또한 무질서하고 비능률적인 러시아의 전체적인 행정기구를 그 기능상 좀 더 효율적인 임무 수행이 가능하도록 개혁하기 위해 유럽의 여러 제도를 면밀히 조사하도록 한 뒤, 프로이센을 모델로 삼아 상설 행정 기구(12행정원, 군무성, 해군성 등)를 만들고 관리들의 관등을 정한 관등표를 제정했으며, 성문법전을 만들었다. 또한 서구의 발달된 학문을 러시아에 소개하고 번잡하던 키릴 문자를 간소하게 개혁해 문자를 쉽게 익힐 수 있게 하는 한편, 학술원을 세워 학문을 장려했다. 또한 젊은이들은 유럽으로 유학 보내서 서유럽의 학문을 익히게 했고, 유럽인을 초빙하여 유럽의 문화와 기술의 도입에 힘썼다.

### 전쟁

#### 스웨덴과의 대결

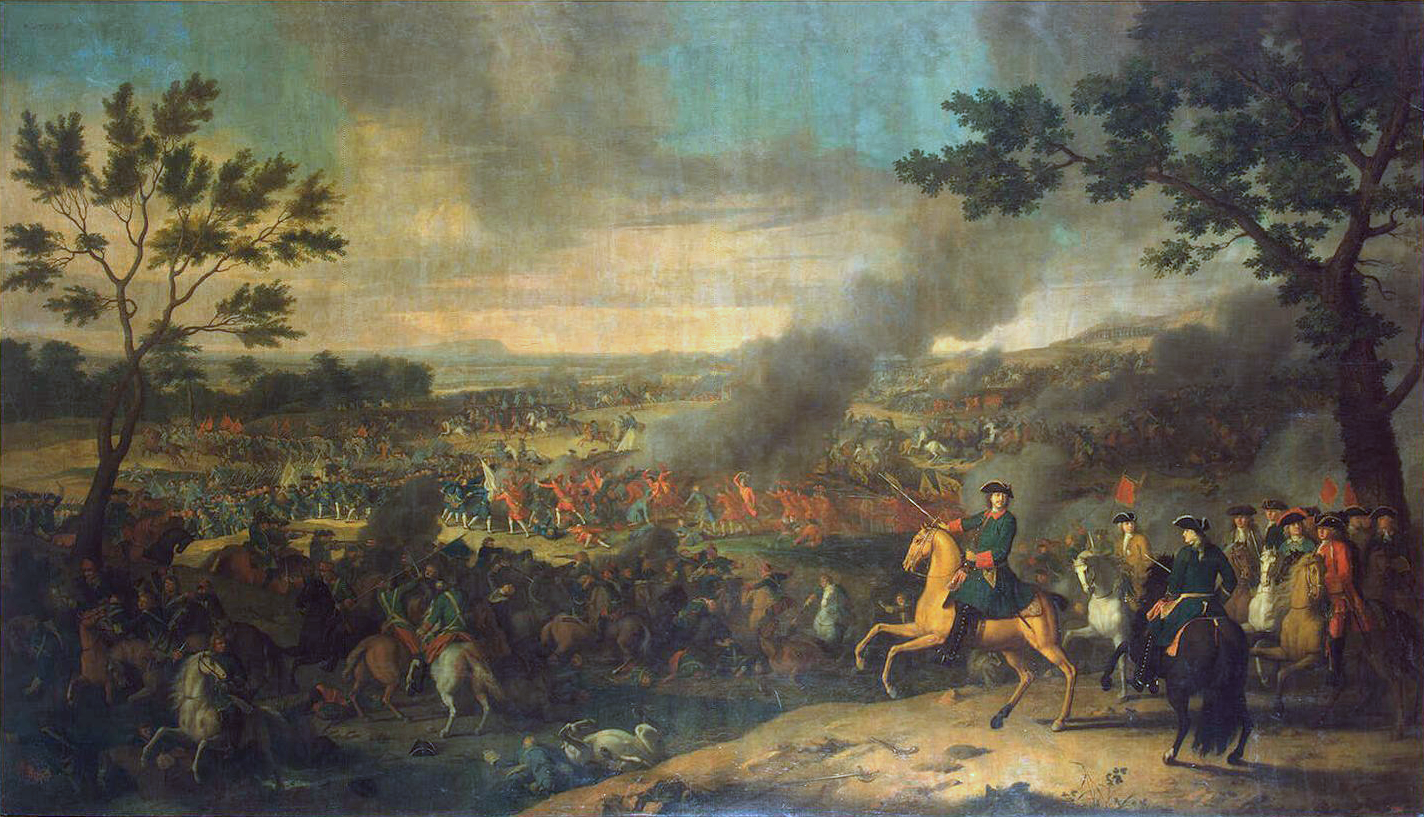
폴타바 전투에서

바다로의 교역로를 열기 위해 발트해로의 진출이 필요했던 표트르는 1700년 스웨덴의 칼 12세에 대항해 덴마크, 폴란드가 맺은 동맹에 참가하여 스웨덴과 대북방전쟁에 돌입했다. 전쟁 초기에는 전사왕(戰士王)으로 자칭할 정도로 군사적인 재능이 뛰어난 칼 12세의 스웨덴 군에게 크게 패했으나(1700년 나르바 전투), 표트르는 포기하지 않고 군을 재정비하여 다시 스웨덴에 도전, 1709년 폴타바에서 칼 12세가 친히 지휘하던 스웨덴 군에게 결정적인 패배를 안겼다(폴타바 전투). 스웨덴으로의 퇴로가 끊긴 칼 12세는 남쪽 오스만 제국으로 도주하여 오스만 제국과 동맹을 맺었고, 이에 따라 1710년 오스만 제국은 러시아 차르국에 선전포고를 했다. 표트르는 1711년 오스만 제국의 도전에 맞서기 위하여 남쪽으로 병력을 이동시켰다. 이때 표트르는 스웨덴과의 전쟁에서 승리한 기분에 몹시 들떠 자신을 과대 평가하고 있었다. 그는 오스만 제국의 속국인 왈라키아(루마니아), 세르비아, 몰다비아 등이 자신을 지원해줄 것으로 믿었으나, 그가 병력을 이끌고 다뉴브강에 도착했을 때 누구도 지원 병력을 보내주지 않았다. 마침내 프루트 강변에서 오스만군에게 포위되자 그는 희생을 줄이기 위해 항복하는 대가로 아조프와 흑해 함대를 넘겨주었다. 망명 중이던 스웨덴의 칼 12세도 무사히 고국으로 돌아갈 수 있었다.
그러나 칼 12세는 미련을 버리지 못하고 피해가 늘어남에도 불구하고 전쟁을 10여년이나 계속했다. 본국으로 돌아온 표트르는 새 수도 상트페테르부르크와 근처의 요새들, 그리고 크론슈타트의 조선소에 강력하고 현대적인 대규모의 해군을 조직할 것을 명령했다. 표트르가 새로이 구축한 해군은 1719년 당시 ‘해상의 왕자’라고 불리던 까국 두려워할 정도였다. 표트르는 이 함대로 항코 해전(1714년)에서 스웨덴 함대를 격파한 뒤 곧바로 육군을 동원해 핀란드를 강타했고, 여세를 몰아 스웨덴 본국으로 진군해 들어갔다. 숙적 칼 12세도 1718년 후사가 없는 상태에서 전사했고, 스웨덴 왕위를 물려받은 칼 12세의 처남 프레드리크 1세는 러시아에 강화를 요청해 1721년에 대북방전쟁은 러시아의 승리로 일단락되었다. 스웨덴을 정복한 결과 고대 노브고로드 공화국의 영토를 회복했고 발트 해 연안에서는 강대국으로서의 자리를 굳혔다. 그리고 이것을 발판으로 유럽 여러 나라와의 관계를 더욱 공고히 할 수 있게 되었다. 뿐만 아니라 이 때부터 러시아 차르국은 러시아 제국으로 선포되었다. 표트르에게는 임페라토르(황제)라는 칭호가 붙여지게 되었다.

### 만년

#### 토목 공사와 철권 통치

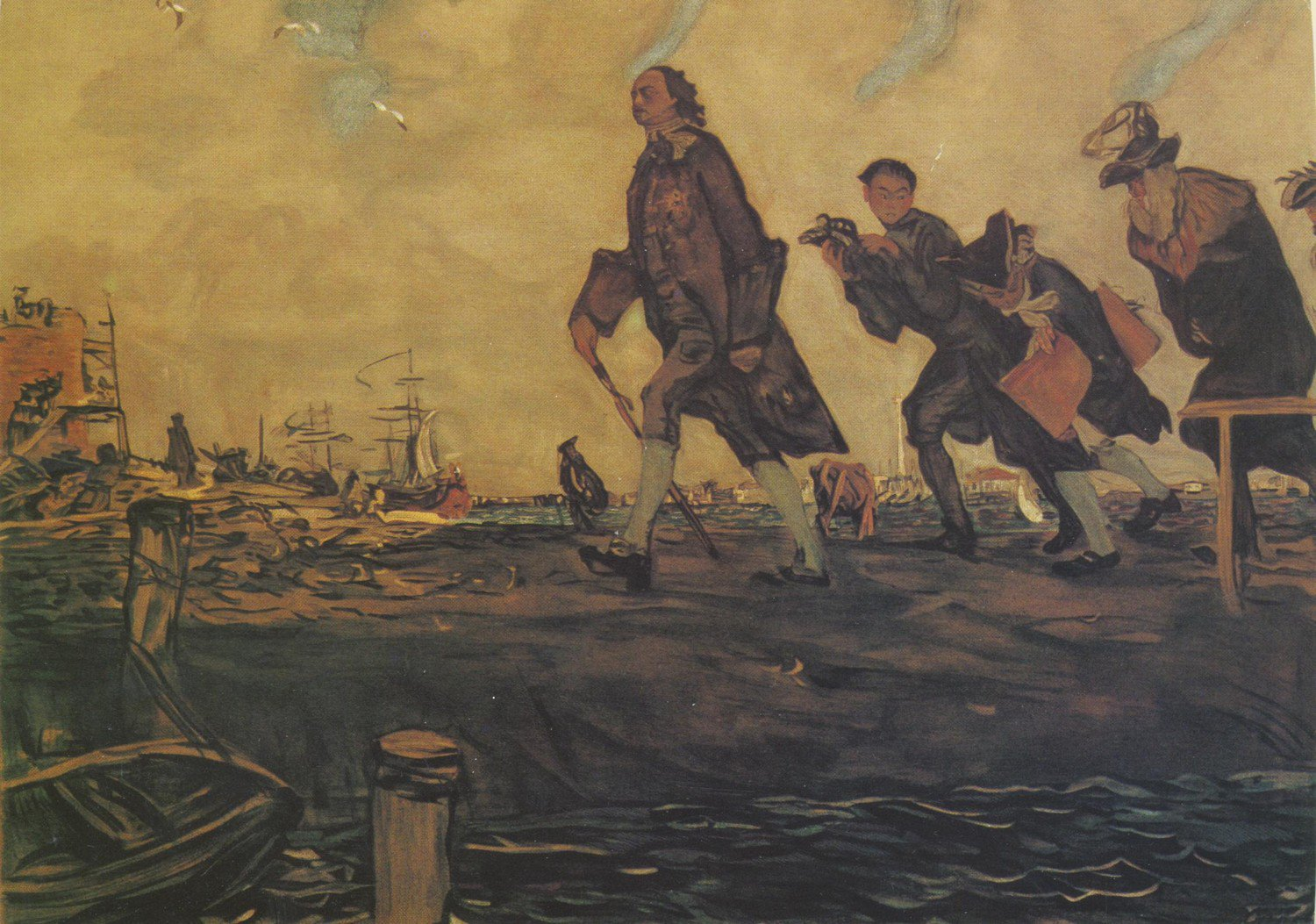
상트페테르부르크 건설의 착수

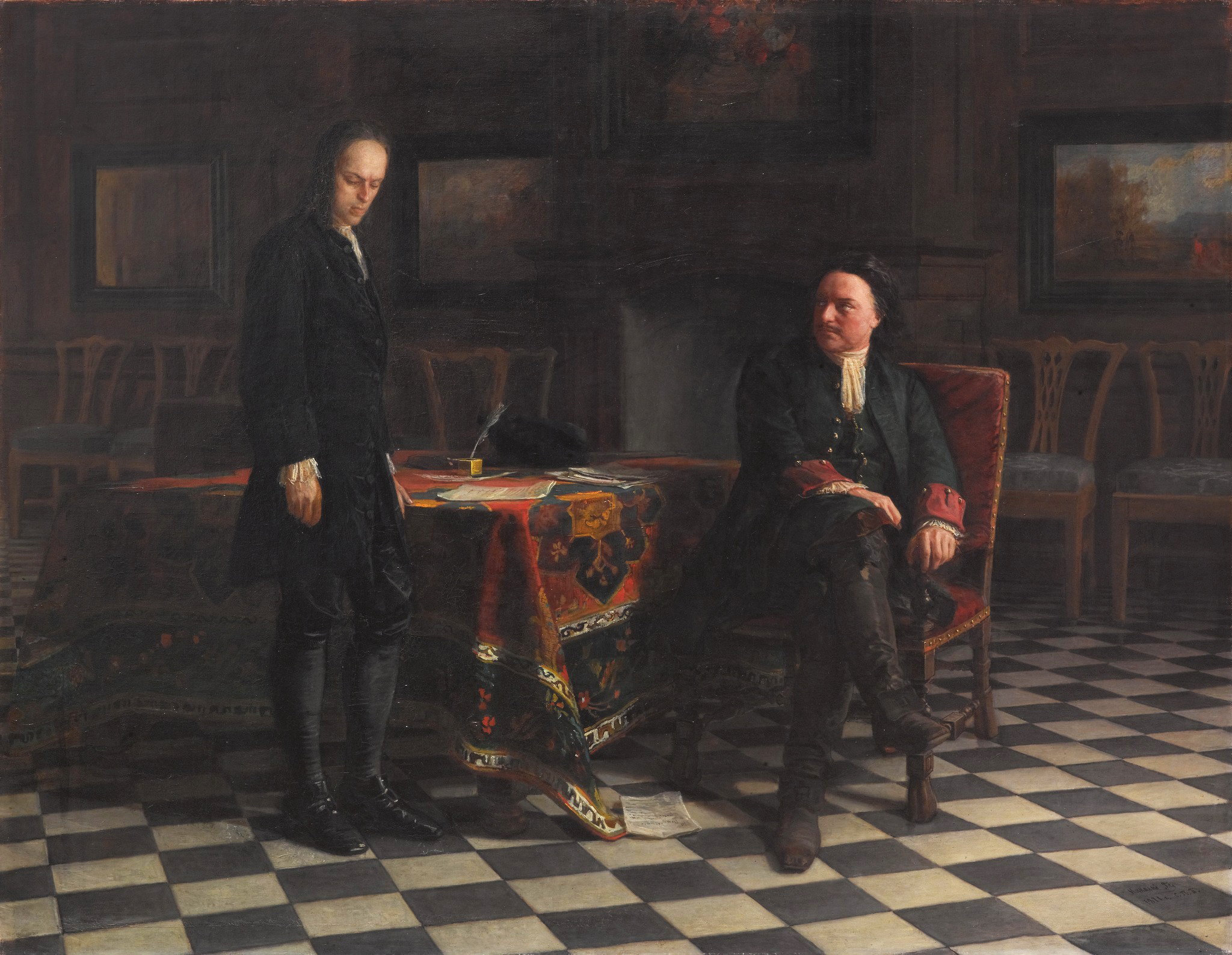
알렉세이 페트로비치 황태자를 심문하고 있는 표트르 대제

만년에 표트르는 새 수도 상트페테르부르크의 건설에 몰두하였다. 상트페테르부르크는 북방 전쟁의 결과로 획득한 발트해의 바닷가 불모지에 1703년부터 건설되기 시작했다. 바닷가의 황량한 불모지에 건설되는 도시라 건설이 어려웠으나, 표트르는 옛 수도 모스크바를 벗어나 어느 나라에도 뒤지지 않는 화려한 수도를 건설하기를 원하여 많은 인명과 물자의 손실을 감수하면서 수도 건설을 진행했다.
토목 공사에 지친 민중들의 마음이 사나워져서 반란이 일어나자, 표트르는 비밀경찰을 통해 많은 반대자들을 처형했다. 반란에 가담한 자들 중에는 표트르 황제의 외아들 알렉세이 페트로비치 황태자도 포함되어 있었다. 알렉세이 페트로비치 황태자는 아버지 표트르 황제가 러시아의 정신을 서유럽에 팔아넘긴다고 생각해 암살하려다 발각되자 빈을 거쳐 나폴리로 망명했다. 하지만 표트르가 보낸 사신의 거짓말에 속아 귀국하여, 재판을 받고 황태자직을 박탈당했으며 1718년 고문 후유증으로 옥중에서 죽었다.

#### 권력 승계
제위는 알렉세이의 아들 표트르(뒷날의 표트르 2세)가 상속받아야 했으나, 그가 너무 어리다는 이유로 표트르는 두 번째 황후 예카테리나를 제위 계승자로 책봉했다. 그러나 이는 여성의 제위 계승권을 부인하는 러시아 전통에도 맞지 않았고, 예카테리나 황후의 혈통(발트해 지방의 독일계 평민)도 문제가 되었으나 표트르는 강권으로 이를 밀어붙였다. 그러던 중 1724년 12월, 상트페테르부르크 건설 현장을 배를 타고 순시하던 표트르는 한 병사가 물에 빠진 것을 보고 그를 구하려고 친히 물에 뛰어들었다가 폐렴에 걸린 것이 원인이 되어 다음해 2월 8일 사망했다. 황후 예카테리나가 제위를 계승하여 예카테리나 1세로 즉위했다.

## 자녀
1689년 예브도키야 로푸히나와 첫 결혼을 했다.
| 사진 | 이름                       | 생일             | 사망                  | 기타    |
| ---- | -------------------------- | ---------------- | --------------------- | ------- |
|      | 알렉세이 페트로비치 황태자 | 1690년 2월 18일  | 1718년 6월 26일(28세) | 황태자, |
|      | 알렉산드르 페트로비치      | 1691년 10월 13일 | 1692년 5월 14일(0세)  | 요절    |
|      | 파벨 페트로비치            | 1693년           | 1693년(0세)           | 요절    |

훗날 예카테리나 1세가 되는 마르타 스캅론스카야와 두번째 결혼을 했다.
| 사진 | 이름                  | 생일             | 사망                  | 기타                                                              |
| ---- | --------------------- | ---------------- | --------------------- | ----------------------------------------------------------------- |
|      | 표트르 페트로비치     | 1704년           | 유년기에 사망         | 요절                                                              |
|      | 파벨 페트로비치       | 1705년           | 유년기에 사망         | 요절                                                              |
|      | 예카테리나 페트로브나 | 1706년           | 1708년(2세)           | 요절                                                              |
|      | 안나 페트로브나       | 1708년 1월 27일  | 1728년 5월 15일(20세) | 홀슈타인고토르프 공작 카를 프리드리히과 결혼, 표트르 3세의 어머니 |
|      | 옐리자베타 페트로브나 | 1709년 12월 18일 | 1762년 1월 5일(52세)  | 후일 러시아 여제, 미혼                                            |
|      | 마리아 페트로브나     | 1713년 3월 20일  | 1715년 5월 27일(2세)  | 요절                                                              |
|      | 마르가리타 페트로브나 | 1714년 9월 19일  | 1715년 6월 7일(0세)   | 요절                                                              |
|      | 표트르 페트로비치     | 1715년 11월 15일 | 1719년 4월 19일(3세)  | 요절                                                              |
|      | 파벨 페트로비치       | 1717년 1월 13일  | 1717년 1월 14일(0세)  | 요절                                                              |
|      | 나탈리야 페트로브나   | 1718년 8월 31일  | 1725년 3월 15일(6세)  | 요절                                                              |
|      | 표트르 페트로비치     | 1723년 10월 7일  | 1723년 10월 7일       | 요절                                                              |

## 같이 보기
- 표트르 1세의 정부 개혁